# Pułapka na motyle
Pułapka na motyle è il primo album in studio del rapper polacco Sobel, pubblicato il 15 aprile 2021 dalla Def Jam Poland.
Il 26 novembre seguente è stata presentata una versione deluxe del disco, contenente quattro pezzi aggiuntivi. È stato candidato ai Fryderyk nella categoria di album hip hop dell'anno.

## Promozione
Pułapka na motyle è stato supportato dai singoli Kinol, Alien, To ja, Bandyta, Fiołkowe pole, Patologiczny zew e Cześć, jak się masz?, che hanno totalizzato oltre 1,440 milioni di unità certificate dalla Związek Producentów Audio-Video, corrispondenti a nove dischi di platino e quattro di diamante combinati. Inoltre, le restanti album track hanno collezionato una serie di certificazioni per un totale di 110 000 unità equivalenti. Per promuovere l'album a livello nazionale il rapper ha imbarcato il tour omonimo.

## Tracce
Testi di Szymon Sobel, musiche di PSR, eccetto dove indicato.
1. Bandyta – 2:36
2. Zaczarowany mózg – 2:19
3. Alien – 3:18 (musica: Magiera)
4. Kapie deszcz – 3:26
5. Puzzle – 2:49
6. Fiołkowe pole – 2:39 (musica: Piotr Lewandowski)
7. Jeden mały problem – 2:48 (musica: Shdow)
8. To ja – 3:27 (musica: Deemz, Charlie Moncler)
9. Gruby temat – 2:25
10. Nie teraz (feat. Young Igi) – 2:39 (testo: Szymon Sobel, Igor Ośmiałowski)
11. Kinol – 3:12 (musica: Magiera)
12. Pobudka (feat. Oki) – 2:33 (testo: Szymon Sobel, Oskar Kamiński)
13. Restart (feat. Gedz) – 2:52 (testo: Szymon Sobel, Jakub Gendźwiłł – musica: Deemz)

Tracce bonus nell'edizione deluxe
1. Cześć, jak się masz? (con Sanah) – 3:21 (testo: Szymon Sobel, Dominic Buczkowski-Wojtaszek, Olek Kowalski, Patryk Kumor, Zuzanna Jurczak, Tom Martin – musica: Dominic Buczkowski-Wojtaszek, Patryk Kumor, Tom Martin)
2. Patologiczny zew – 2:55 (musica: Deemz)
3. Sczury – 3:12 (musica: 2K)
4. Re(start) – 2:37 (musica: Deemz)

## Formazione
Musicisti
- Sobel – voce
- Young Igi – voce aggiuntiva (traccia 10)
- Oki – voce aggiuntiva (traccia 12)
- Gedz – voce aggiuntiva (traccia 13)

Produzione
- PSR – produzione (eccetto tracce 3, 6-8, 11)
- Magiera – produzione (tracce 3 e 11)
- Piotr Lewandowski – produzione (traccia 6)
- Shdow – produzione (traccia 7)
- Deemz – produzione (traccia 8)

## Classifiche

### Classifiche settimanali
| Classifica (2021) | Posizione massima |
| ----------------- | ----------------- |
| Polonia           | 1                 |

### Classifiche di fine anno
| Classifica (2021) | Posizione |
| ----------------- | --------- |
| Polonia           | 10        |
| Classifica (2022) | Posizione |
| Polonia           | 42        |
| Classifica (2023) | Posizione |
| Polonia           | 89        |